# Leptasterias pusilla
Leptasterias pusilla là tên của một loài sao biển thuộc họ Asteriidae. Nó có 6 cánh, đường kính chưa đến 4 cm. Loài này được đặt tên vào năm 1930.

## Phân bố
Vì chi Leptasterias hình thành ở vùng Bắc Cực và ở Hoa Kỳ, cho nên người ta thấy loài này và cũng như những loài cùng chi ở những vùng thủy triều lên xuống ở những bờ biển nhiều đá ở vùng trung California (bao gồm cả). Leptasterias pusilla là loài phong phú nhất so với loài thuộc phân chi [Hexasterias] sống dọc theo vùng bờ biển Bắc Mỹ của phía Thái Bình Dương từ trung California đến nam Alaska.

## Sinh thái học
Loài sao biển này có số lượng khá nhiều ở khu vực mà nó sinh sống. Vào ban ngày, chúng ẩn náu trong các hốc đá và khi đêm xuống chúng bò lên những tảng đá cao.
Vì là loài săn mồi nên thức ăn của nó là những loài động vật nhỏ thuộc lớp Chân bụng có tỉ lệ trao đổi chất ở mức tối thiểu để phản hồi sự thay đổi của nhiệt độ.
Con cái giữ trứng bằng chân ống ở miệng và chăm sóc chúng từ giai đoạn ấu trùng đến khi trở thành con non. Trong khoảng thời gian từ tháng 1 đến tháng 2 thì người ta sẽ thấy con cái mang trứng, còn từ tháng 2 đến tháng 3 thì người ta lại thấy những con non ở trong những vũng nước đọng lại trên bờ biển khi thủy triều rút xuống.